# Quiste triquilémico
El quiste triquilémico, también llamado quiste tricolémico, es una tumoración benigna de crecimiento lento que se origina bajo la piel (subcutánea). Adopta un aspecto nodular y redondeado. Se localiza generalmente en el cuero cabelludo, más raramente en la cara y cuello. Aumenta de tamaño progresivamente y ejerce presión sobre la piel que lo recubre, la cual es de aspecto fino, liso y brillante. Puede provocar pérdida de cabello en la zona afectada (alopecia cicatricial). Se trata mediante cirugía, extirpando la lesión.

## Frecuencia
Son lesiones muy frecuentes que pueden afectar a entre el 5% y el 10% de la población adulta.

## Anatomía patológica
Se origina a partir del folículo piloso, formandose una cavidad qúistica revestida por un epitelio que se queratiniza. Está lleno de queratina (no grasa), lo que lo diferencia del lipoma.

## Complicaciones
La importancia de la lesión es principalmente estética, en ocasiones aumenta tanto de volumen que provocan molestias locales por presión, no se malignizan, sin embargo existe una variedad poco frecuente llamada quiste triquilémico proliferante que afecta sobre todo a personas de edad avanzada y puede malignizarse en raras ocasiones.